# Henri Noguères
Pour les articles homonymes, voir Noguères.
Henri Noguères, né le 13 novembre 1916 à Bages (Pyrénées-Orientales) et mort le 14 novembre 1990 à Paris, est un homme politique socialiste, journaliste, résistant, avocat et historien français.

## Biographie

### Jeunesse
Fils du militant socialiste Louis Noguères, Henri Noguères passe son enfance et sa jeunesse à Paris. Il fait ses études supérieures à la faculté de droit de la capitale, ainsi qu'à la Sorbonne, où il étudie la philosophie. Il s'engage dès 1932 dans les Jeunesses socialistes, est le secrétaire du Groupe de Paris des étudiants socialistes et préside le Front universitaire (Comité de rassemblement populaire des étudiants parisiens) et devient rédacteur, comme journaliste stagiaire, au Populaire en 1936. Il soutient Paul Faure pendant ses premières années à la SFIO mais rompt avec sa mouvance quand le secrétaire général approuve les accords de Munich. Il demande dès lors que le sursis dont il bénéficie comme étudiant soit levé, et fait son service militaire. En octobre 1938, ayant résilié son sursis au lendemain de l'accord de Munich, il part pour le service militaire. Il sort de l'École de Saint-Maixent, comme aspirant de réserve d'infanterie, le jour de la déclaration de guerre.

### Seconde guerre mondiale
Henri Noguères combat pendant la Seconde Guerre mondiale, fait la campagne de 1940 dans les Ardennes,
comme chef de section, puis commandant de Compagnie au 329e R.I et est fait prisonnier par les troupes allemandes. Détenu pendant un an, il est autorisé à rentrer en France pour raisons de santé. Revenu à Paris, il termine ses études de droit et s'inscrit au barreau de Paris en novembre 1942. Parallèlement, il s'engage dans la Résistance, adhérant au Comité d'action socialiste (CAS) de la zone nord, et à l'antenne parisienne de Libération-Sud. En novembre 1943, il devient chef du réseau Franc-Tireur pour la région de Montpellier et prend le maquis. Arrêté par les SS pendant l'été 1944, il parvient à s'évader et retourne en Languedoc, où il participe aux combats qui libèrent la région, puis devient délégué régional du ministère de l'Information.

### Après-guerre
Après la capitulation allemande, Henri Noguères redevient journaliste au Populaire, et collabore aussi à la radio d'État. De 1946 à 1949, il est rédacteur en chef du journal socialiste. Puis, en désaccord avec Guy Mollet, il préfère devenir éditorialiste au Provençal. 
En 1950, avec Georges Lustac, comme lui journaliste, socialiste, ami et collaborateur de Gaston Defferre,,,, s'appuie sur les journaux Nord Matin et Le Provençal pour fonder en 1950 un concurrent de l'AFP, l'Agence centrale de presse, qui fédère une vingtaine de journaux régionaux. Quatre ans plus tard, il participe à la création d'Europe no 1.

### Guerre d'Algérie
En 1956, il est mobilisé pendant six mois pendant la guerre d'Algérie, comme officier de réserve. De ce séjour, il revient plus convaincu qu'auparavant de la nécessité d'accorder l'indépendance à l'Algérie et ne reprend pas sa carte à la SFIO. Il participe à la fondation du Parti socialiste autonome, en 1959, puis du Parti socialiste unifié. Il adhère au Parti socialiste en 1969, quand celui-ci succède à la SFIO.
De 1962 à 1966, Henri Noguères est directeur administratif des Éditions Robert Laffont et directeur de collections dans cette maison. Puis, de 1966 à 1976, alors co-directeur de la revue Janus, il est secrétaire général des éditions Flammarion. Il dirige une Histoire de la résistance, en cinq volumes, publiée chez Robert Laffont de 1967 à 1981, en collaboration avec Marcel Degliame-Fouché et Jean-Louis Vigier.

### Ligue des droits de l'homme
Militant de la Ligue des droits de l'homme dans les années 1930, il adhère de nouveau à cette organisation en 1958 et en devient le président en 1974, succédant à Daniel Mayer. En 1976, il se réinscrit au barreau de Paris, et plaide dans des procès concernant l'édition ou les droits de l'homme. Il est ainsi l'avocat des parties civiles lors du procès de Klaus Barbie. Il demeure président de la Ligue des droits de l'homme jusqu'en 1984.
Parallèlement à cette triple carrière professionnelle (dans le journalisme, l'édition et en tant qu'avocat), Henri Noguères, homme de lettres, était auteur dramatique (scénariste et dialoguiste de nombreuses émissions dramatiques à la radio et à la télévision), titulaire d'une carte professionnelle de réalisateur de télévision et historien.
Il était membre du Conseil de l'Ordre de la Légion d'Honneur.

## Publications
- Scénario, dialogue, adaptation, et recherche de l'épisode Alerte à Jonzac de la série Hommes de caractère, diffusé en 1967 par l'ORTF
- L'expédition d'Alger, 1830, Julliard, 1962
- Munich ou la drôle de paix, 29 septembre 1938, Robert Laffont, coll. « Ce jour-là », 1963 ; Le cercle du bibliophile, 1963 et Editions J'ai lu Leur aventure N°A191
- La Saint-Barthélémy, 24 août 1572, Édition de Crémille, coll. « Les grandes purges de l'histoire », 1973
- Le suicide de la flotte française à Toulon, 27 novembre 1942, Robert Laffont, 1961; Édition de Crémille, Genève, 1973 et Éditions J'ai lu leur aventure no A120/121
- Histoire de la résistance en France de 1940 à 1945
  - Édition originale : 5 vol., Robert Laffont, 1967-1981
  - Édition revue et complétée : 10 vol., Crémille et Famot, Genève, 1982
- La vie quotidienne en France au temps du Front populaire, 1935-1938, Hachette, coll. « Littérature et sciences humaines », 1977
- La Vérité aura le dernier mot, Seuil, 1985.

## Distinctions
- Grand-croix de la Légion d'honneur
- Commandeur de l'ordre national du Mérite
- Croix de guerre 1939–1945
- Médaille militaire
- Médaille de la Résistance française avec rosette (3 aout 1946)[7]